# Aurora (Colorado)
Pour les articles homonymes, voir Aurora.
Aurora est une ville de l'État du Colorado, aux États-Unis. C'est la troisième ville la plus peuplée de l'État, avec 325 078 habitants en 2010. Elle fait partie de l'agglomération de Denver.

## Histoire
La ville de Fletcher fut fondée dans la plaine à l'est de Denver en 1891. Elle fut renommée Aurora en 1907 et demeura une petite communauté jusqu'après la Seconde Guerre mondiale. L'extension de la ville de Denver transforma Aurora en une simple banlieue, qui se distingua cependant par le rythme effréné de sa croissance, en particulier dans les années 1970 et 1980. Faute d'un véritable centre, Aurora conserve les caractères d'une zone suburbaine, mais l'importance de sa population lui a permis d'être associé à Denver dans le nom officiel de l'agglomération, qui s'appelle Denver-Aurora Metropolitan Statistical Area.
En juillet 2012, lors de la projection du film The Dark Knight Rises dans un cinéma, un homme tue douze personnes et en blesse 58 autres. En pleine campagne électorale, cette fusillade provoque l'émoi aux États-Unis.

## Démographie
| 1900 | 1910 | 1920 | 1930  | 1940  | 1950   |
| ---- | ---- | ---- | ----- | ----- | ------ |
| 202  | 679  | 983  | 2 295 | 3 437 | 11 421 |

| 1960   | 1970   | 1980   | 1990    | 2000    | 2010    |
| ------ | ------ | ------ | ------- | ------- | ------- |
| 48 548 | 74 974 | 58 588 | 222 103 | 276 393 | 386 261 |

## Transports
Aurora possède un aéroport, Buckley Air Force Base, code AITA : BFK.

## Jumelages
- Jacó (Costa Rica)
- Zielona Góra (Pologne)
- Seongnam (Corée du Sud)